# Litteraturåret 2000

## Händelser
- 13 april – Jonas Gardells roman En komikers uppväxt från 1992 delas ut som gåva till alla åttondeklassare i Sverige av Skolverket, Svenska Förläggareföreningen och Månpocket inför Världsbokdagen, som egentligen infaller den 23 april men utgivningen har tidigarelagts på grund av påsken.[1]
- 31 augusti – Författaren Lars Gyllensten kritiserar Svenska Akademien i sin nya memoarbok Minnen, bara minnen.[2]
- 12 oktober – En förlagstvist uppstår i Sverige om utgivningen av Gao Xingjians böcker på svenska. Under mitten av året övertog Atlantis rätten till två romaner, tidigare utgivna på Forum, vilka säger sig inte ha blivit underrättade.[3]

### Utan datum
- En första fullständig översättning till svenska av Johann Wolfgang von Goethes erotiska diktcykel Romerska elegier utkommer drygt 200 år efter deras tillkomst.

## Priser och utmärkelser
- Nobelpriset – Gao Xingjian, Kina[4]
- Augustpriset
  - Skönlitterär bok – Mikael Niemi för Populärmusik från Vittula (Norstedts Förlag)
  - Fackbok – Dick Harrison för Stora döden (Ordfront)
  - Barn- och ungdomsbok – Pija Lindenbaum för Gittan och gråvargarna (Rabén & Sjögren)
- ABF:s litteratur- & konststipendium – Kjell Eriksson
- Aftonbladets litteraturpris – Lars Jakobson
- Anders och Veronica Öhmans pris – Thomas Anderberg
- Aniarapriset – Jesper Svenbro
- Astrid Lindgren-priset – Annika Thor
- Axel Hirschs pris – Johan Svedjedal, Eva Öhrström
- Bellmanpriset – Jesper Svenbro
- BMF-plaketten – Mikael Niemi för Populärmusik från Vittula
- BMF-Barnboksplaketten – Inger Lindahl och Eva Lindström för Zigge med zäta
- Dan Andersson-priset – Arne Säll
- De Nios Stora Pris – Kjell Espmark
- De Nios Vinterpris – Bernt Erikson, Aris Fioretos, Ingrid Kallenbäck, Petter Lindgren, Lars Mikael Raattamaa och Åke Smedberg
- De Nios översättarpris – Staffan Holmgren
- Doblougska priset – Louise Ekelund och Per Odensten, Sverige samt Jan Kjærstad och Einar Økland, Norge
- Elsa Thulins översättarpris – Lasse Söderberg
- Emil-priset – Gunilla Lundgren
- Erik Lindegren-priset – Lars Forssell
- Eyvind Johnsonpriset – Lars Jakobson (1999 och 2001 års pris slogs ihop)
- Gerard Bonniers pris – Agneta Pleijel
- Gerard Bonniers essäpris – Nina Björk
- Gerard Bonniers lyrikpris – Marie Lundquist
- Gun och Olof Engqvists stipendium – Bengt Anderberg
- Gustaf Fröding-sällskapets lyrikpris – Ylva Eggehorn
- Göteborgs-Postens litteraturpris – Mare Kandre
- Göteborgs Stads författarstipendium – Pamela Jaskoviak, Jörgen Lind, Margareta Lindholm, Per Planhammar och Ragnar Strömberg
- Hedenvind-plaketten – Yngve Ryd
- Ivar Lo-priset – Kerstin Ekman
- John Landquists pris – Michael Nordberg
- Kallebergerstipendiet – Tuija Nieminen Kristofersson
- Karin Boyes litterära pris – Björn Julén
- Karl Vennbergs pris – Ragnar Strömberg
- Katapultpriset – Robert Ståhl för Om
- Kellgrenpriset – Sven Lindqvist
- Lars Ahlin-stipendiet – Stewe Claeson
- Letterstedtska priset för översättningar – Gabriella Oxenstierna för översättningen av Nestorskrönikan
- Litteraturklubbens stora litteraturpris – Torbjörn Säfve för Jag brinner
- Lotten von Kræmers pris – Peter Englund
- Lundequistska bokhandelns litteraturpris – Åke Smedberg
- Moa-priset – Eva Adolfsson
- Neustadtpriset – David Malouf
- Nordiska rådets litteraturpris – Henrik Nordbrandt, Danmark för diktsamlingen Drømmebroer (Drömbroar)
- Polonipriset – Åsa Nilsonne
- Samfundet De Nios Astrid Lindgren-pris – Örjan Lindberger
- Schückska priset – Torsten Pettersson
- Signe Ekblad-Eldhs pris – Margareta Ekström
- Siripriset – Agneta Pleijel för Lord Nevermore
- Stiftelsen Selma Lagerlöfs litteraturpris – Torgny Lindgren
- Stig Carlson-priset – Carl-Erik af Geijerstam
- Stig Sjödinpriset – Tony Samuelsson
- Studieförbundet Vuxenskolans författarpris – Kjell Eriksson
- Svenska Akademiens nordiska pris – Lars Huldén, Finland
- Svenska Akademiens tolkningspris – Ülev Aaloe
- Svenska Akademiens översättarpris – Ervin Rosenberg
- Svenska Dagbladets litteraturpris – Anne-Marie Berglund för Jag vill stå träd nu
- Sveriges Radios Romanpris – Beate Grimsrud för Jag smyger förbi en yxa
- Sveriges Radios Lyrikpris – Gunnar D. Hansson
- Tegnérpriset – Lars Lönnroth
- Tidningen Vi:s litteraturpris – Mikael Niemi
- Tollanderska priset – George C. Schoolfield
- Tranströmerpriset – Adam Zagajewski (Polen)
- Tucholskypriset – Salim Barakat, Syrien (kurd)
- Urhunden – Martin Kellerman för Rocky
- Wahlström & Widstrands litteraturpris – Gunnar Harding
- Årets bok-Månadens boks litterära pris – Jan Guillou
- Österrikiska statens pris för europeisk litteratur – António Lobo Antunes
- Övralidspriset – Sture Linnér

## Nya böcker

### A – G
- Att kyssa ett träd av Jan Mårtenson
- Att uppfinna ett århundrade av Göran Tunström
- Breadfruit av Célestine Vaite
- Closed for Holidays: memoarer av Carl Fredrik Reuterswärd
- Det finns inga lyckopiller. Information för resultat av Bodil Malmsten
- Elegi över en lördagskväll på Söder av Gösta Friberg
- Emanuel av Anders Jacobsson och Sören Olsson[5]
- En krona av svärd av Robert Jordan
- Gittan och gråvargarna av Pija Lindenbaum

### H – N
- Från ormbädden, poesiantologi
- Gösta Oswald av Birgitta Trotzig
- Harry Potter och den flammande bägaren av J.K. Rowling
- Hemliga litterära världsakademin: Seklets ande av Torbjörn Säfve
- House of Leaves av Mark Z. Danielewski
- Hummerfesten av Viveca Lärn
- Hämtar mitt landskap hem av Helene Rådberg
- I skymningens land av John Marsden
- Jag brinner av Torbjörn Säfve
- Kall som graven - Cold is the Grave av Peter Robinson
- Knivarnas väg av Robert Jordan
- Krönikor av Göran Tunström
- Ljusets drottning av P.C. Jersild
- Minnen, bara minnen av Lars Gyllensten
- Misstaget av Björn Hellberg
- Molza, älskaren av Torbjörn Säfve
- Mord på Mauritius av Jan Mårtenson

### O – U
- Och drog likt drömmar bort av Gunnar Harding
- Pappa polis av Laura Trenter
- Pippi Långstrump i Humlegården av Astrid Lindgren[6]
- Paradiset av Liza Marklund
- På andra sidan gryningen av John Marsden
- Riket vid vägens slut av Jan Guillou
- Romerska elegier av Johann Wolfgang von Goethe
- Samma sol som vår av Per Gunnar Evander
- Splitta nota av Åsa Lantz
- Stora Döden av Dick Harrison
- Stum sitter guden av Anna Jansson
- Sunes största kärlekar av Anders Jacobsson och Sören Olsson[7]
- Tacksägelsen av Björn Hellberg
- Tuva-Lisa och anden i glaset av Anders Jacobsson och Sören Olsson[8]
- Upp till toppen av berget av Arne Dahl
- Urminnes tecken av Kerstin Ekman

### V – Ö
- Vallmobadet av Ernst Brunner[9]
- Vita tänder av Zadie Smith
- Världens dåligaste språk av Fredrik Lindström
- Zabība wa-l-Malik av anonym; tillskriven Saddam Hussein
- Änglar och demoner av Dan Brown

## Avlidna
- 21 januari – Dagmar Edqvist, 96, svensk författare.
- 26 januari – A.E. van Vogt, 87, kanadensisk science fiction-författare.
- 6 februari – Göran Tunström, 62, svensk författare.[2]
- 13 februari – James Cooke Brown, 78, amerikansk sociolog och science fiction-författare.
- 24 februari – John Rumenius, 88, svensk författare.
- 24 april – Ulla Isaksson, 83, svensk författare och manusförfattare.
- 25 maj – Kid Severin, 91, svensk journalist, författare och manusförfattare.
- 24 juli – Ahmad Shamloo, 74, iransk poet och författare.
- 29 juli – Åke Hodell, 81, svensk stridspilot, författare och konstnär.
- 31 juli – Lars Jansson, 73, svensk författare och konstnär.
- 4 december – H. C. Artmann, 79, österrikisk författare.

### Fotnoter
1. ↑  Kerstin Nilsson (15 mars 2000). ”Grattis alla bokälskare”. Aftonbladet. http://wwwc.aftonbladet.se/nyheter/0004/13/bok.html. Läst 8 januari 2015.
2. 1 2   När Var Hur 2001. Forum
3. ↑   När Var Hur 2002. Forum
4. ↑  ”Nobelpriset i litteratur”. https://www.nobelprize.org/prizes/lists/all-nobel-prizes-in-literature/. Läst 20 mars 2011.
5. ↑  Emanuel Arkiverad 26 oktober 2011 hämtat från the Wayback Machine.
6. ↑  ”Astrid Lindgren”. http://www.astridlindgren.se/verken/bocker/bilderbocker. Läst 21 mars 2011.
7. ↑  Sune Arkiverad 26 oktober 2011 hämtat från the Wayback Machine.
8. ↑  Tuva-Lisa Arkiverad 18 augusti 2010 hämtat från the Wayback Machine.
9. ↑  http://libris.kb.se/bib/7150145